# کلارکستون (میشیگان)
کلارکستون، میشیگان (به انگلیسی: Clarkston, Michigan) یک شهر در ایالات متحده آمریکا با جمعیت ۸۸۲ نفر است که در میشیگان واقع شده‌است.